# Arpent
Der Arpent war ein französisches Längen- und Flächenmaß. Das Flächenmaß entsprach in etwa dem Morgen oder dem Juchart. Auch die Länge der Seite eines Quadrats mit einer Fläche von einem Arpent wurde als Arpent bezeichnet.
1 Arpent war grundsätzlich die Fläche von 100 Quadrat-Perche. Die Perche hatte je nach Anwendung verschiedene Werte, dementsprechend auch der Arpent. Mögliche Größen waren beispielsweise:
- 1 Arpent  (Perche als Feldmaßrute = 18 Pariser Fuß ≈ 5,8471 Meter) ≈ 34,189 Ar (Pariser Arpent)[1][2]
- 1 Arpent (Perche als Landmaßrute = 20 Pariser Fuß ≈ 6,4968 Meter) ≈ 42,208 Ar
- 1 Arpent (Perche als Waldmaßrute = 22 Pariser Fuß ≈ 7,1465 Meter) ≈ 51,072 Ar

(Grundlage für die Umrechnung in Meter und Ar ist der Pariser Fuß zu 4500⁄13.853 m)
Das Maß wurde zeitweise dem metrischen System angepasst und mit dem Hektar gleichgesetzt, umfasste also 10.000 Quadratmeter. Dies ist jedoch nicht üblich.
Auch in französischsprachigen Gebieten Nordamerikas wurde das Flächenmaß „arpent de superficie“ oder „arpent carré“ mit unterschiedlichen Werten verwendet. Zuletzt war es noch in Québec in Kanada in Gebrauch mit einer Fläche von 3418,9 m² entsprechend ca. 34,2 Ar oder 0,342 Hektar. In Québec wurde der Arpent erst 1970 mit dem kanadischen Weights and Measures Act durch metrische Maße ersetzt und noch bis in die späten 1970er Jahre verwendet. Online verfügbare Umrechner verwenden meist den kanadischen Wert für ein Arpent.